# Klepsau
Klepsau ist ein Ortsteil von Krautheim im Hohenlohekreis im nördlichen Baden-Württemberg. Der Ort zählt derzeit ca. 500 Einwohner.

## Lage
Klepsau liegt am großen Nordbogen der Jagst zwischen Dörzbach und dem zentralen Krautheim, also fast an ihrem nördlichsten Punkt, in der hier sehr flachen und einen halben Kilometer breiten rechten Flussaue, vor den zulaufenden rechten Klingen des Talgrabens und des größeren, diesen zuletzt aufnehmenden Laibachs. Dieser mündet am östlichen Weichbildrand entlang in die Jagst, die hier selbst dicht am linken Talhangfuß vorbeifließt. 
Der alte Ortskern liegt zwischen der Jagsttalstraße (L 1025) in der Auenmitte und dem Ufer. Von einem Streichwehr in der Jagst geht ein rechtsseitiger Kanal an, an dem eine alte Mühle steht. Neuere Siedlungsteile gibt es nördlich der Straße und selbst noch auf dem untersten rechten Hang des Jagsttales. Von der Landesstraße geht nordostwärts die K 2313 ab, die zum Dörzbacher Teilort Laibach im Laibachtal führt.

## Geschichte
Im Jahre 1926 wurden in Klepsau Reste einer Siedlung gefunden, die ungefähr von 700 bis 600 v. Chr. bestand. 1968 stieß man bei Bauarbeiten auf vorchristliche Gräberfelder. 
Am 1. September 1971 wurde der vordem selbständige Ort in die Stadt Krautheim eingemeindet.

## Religionen
Der Großteil der Bevölkerung ist römisch-katholischen Glaubens.

## Weinbau
Seit Mitte des 13. Jahrhunderts wird in Klepsau Weinbau betrieben. Im Jahre 1950 wurde die Winzergenossenschaft „Bezirkskellerei Jagst“ gegründet, 1953 der Winzerkeller erbaut. Der Ort gehört zum Weinbaugebiet Baden. Heute wird auf ca. 36 Hektar Wein angebaut, die Becksteiner Winzer vermarkten die Erzeugnisse. Jährlich finden am Ort die Klepsauer Weintage statt.

## Bauwerke und Kulturdenkmale
- Katholische Pfarrkirche St. Georg
- Stauwehr
- Winzerkeller

## Tourismus
An Klepsau vorbei führt der Kocher-Jagst-Radweg.

## Persönlichkeiten
- Leonhard Frank († 1648), deutscher Prämonstratenserabt, geboren in „Klebsheim an der Jagst“, wohl identisch mit Klepsau